# PMFK Sibiryak
El PMFK Sibiryak (del ruso: ПМФК «Сибиряк») es un club de fútbol sala profesional ruso de Novosibirsk. El equipo fue fundado en 1988 y disputa sus partidos como local en el pabellón de la «NGASU» (Universidad Estatal de Arquitectura e Ingeniería Civil de Novosibirsk). Los colores del club son uniforme local es rojo y el visitante suele ser blanco.

## Historia
El PMFK Sibiryak fue fundado en Novosibirsk en 1988. En sus primeros años, el equipo participó en varios torneos de exhibición, incluyendo algunos internacionales en Polonia, Bulgaria y Ucrania. En 1991, el Sibiryak fue inscrito en el campeonato nacional (División 1), y en su temporada debut acabó en el noveno lugar. Entre 1991 y 2006, el equipo participó en 16 campeonatos nacionales, de los cuales diez temporadas fueron en la máxima categoría (actualmente Superliga Rusa).